# 영양 김씨
영양 김씨(英陽金氏)는 경상북도 영양군을 본관으로 하는 한국의 성씨이다.

## 역사
지금부터 1천2백여년 전인 서기 755년 신라 경덕왕 14년(乙未)에 唐(당) 河南省(하남성) 鳳陽府(봉양부) 汝南(여남)에서 荊州刺史(형주자사)를 지낸 金忠 (김충, 現 중국 汝南金氏)이 按廉使(안렴사, 순방사절) 직책으로 일본으로 갔다가 돌아 오던 길 해상에서 풍랑을 만나 신라 有隣地(유린지) 즉, 지금의 영덕군 丑山面(축산면) 竹島(죽도)에 漂迫(표박)하게 되었다.
경덕왕(金憲英)이 이 사실을 唐(당) 현종(李隆基)에게 알리니 현종이 詔書(조서)로 이르기를 "十生九死(십생구사)한 신하를 내가 손짓하여 부르는 것은 신하에 대한 예가 아니니 그 사람의 所願(소원)에 따르라" 하였다.
경덕왕이 김충의 漂迫(표박)함을 哀惜(애석)하게 여기고 謚號(시호)를 英毅公(영의공)이라 내리고 英陽君(영양군)에 封(봉)하여 그 고을을 食邑地(식읍지)로 주니 이로서 영양을 본관으로 하는 英陽金氏(영양김씨)가 신라에 터잡게 되었다.
그 후 경덕왕이 公(공)을 불러 이르되 君(군)은 이미 나의 신하가 되었으니 賜姓(사성)을 함이 마땅하리라. 君(군)이 汝南(여남)에서 왔으니 姓(성)을 南(남)으로 하고 또한 君(군)의 거동을 살피고 언행을 들으니 敏捷(민첩)하고 화용(和容)함이 가히 法(법)다운 지라 이름을 敏(민)으로 하라" 하였다. 이로 인하여 姓(성)을 南字(남자)로 하고 이름을 敏(민)으로 고치니 英陽南氏(영양남씨)가 이로부터 시작되었다.
처음 김충이 使臣(사신)으로 갈 때에 長子(장자)를 帶同(대동)하였으니 그 이름은 김석중(金錫中)이며 직함은 僕射公(복야공)이다. 김석중은 賜姓(사성) 전 중국 부인(張九鈴의 女息)에게서 태어났으니 본성 金씨를 지켜 英陽金氏 (영양김씨)가 되고, 賜姓(사성)후에 신라 부인(신라군윤 김원의 女息)에게서 출생한 子孫(자손)은 賜姓(사성)을 遵守(준수)하여 英陽南氏 (영양남씨, 의령남씨 고성남씨로 분파)가 시작되었다.
金.南(김남) 兩氏(양씨)는 姓字(성자)는 비록 달리 하나 그 始祖(시조)는 같은 金忠(김충) 英毅公(영의공)이시며, 公(공)은 一身(일신)으로 兩姓(양성)의 시조가 되셨으니 그 후손은 다 같이 깊은 感懷(감회)를 갖게 되는 것이다.

## 같이 보기
- 영양 남씨